# 稲城市立稲城第四中学校
稲城市立稲城第四中学校（いなぎしりつ いなぎだいよんちゅうがっこう）は、東京都稲城市押立にある公立の中学校である。

## 沿革
- 1985年（昭和60年）4月1日 - 開校

## 校区
- 押立の全域
- 矢野口の一部
- 東長沼の一部

## 交通
- JR南武線矢野口駅から徒歩10分